# PEX2
PEX2 (англ. Peroxisomal biogenesis factor 2) – білок, який кодується однойменним геном, розташованим у людей на короткому плечі 8-ї хромосоми. Довжина поліпептидного ланцюга білка становить 305 амінокислот, а молекулярна маса — 34 843.
| 10         |  | 20         |  | 30         |  | 40         |  | 50         |
| ---------- |  | ---------- |  | ---------- |  | ---------- |  | ---------- |
| MASRKENAKS |  | ANRVLRISQL |  | DALELNKALE |  | QLVWSQFTQC |  | FHGFKPGLLA |
| RFEPEVKACL |  | WVFLWRFTIY |  | SKNATVGQSV |  | LNIKYKNDFS |  | PNLRYQPPSK |
| NQKIWYAVCT |  | IGGRWLEERC |  | YDLFRNHHLA |  | SFGKVKQCVN |  | FVIGLLKLGG |
| LINFLIFLQR |  | GKFATLTERL |  | LGIHSVFCKP |  | QNICEVGFEY |  | MNRELLWHGF |
| AEFLIFLLPL |  | INVQKLKAKL |  | SSWCIPLTGA |  | PNSDNTLATS |  | GKECALCGEW |
| PTMPHTIGCE |  | HIFCYFCAKS |  | SFLFDVYFTC |  | PKCGTEVHSL |  | QPLKSGIEMS |
| EVNAL      |  |            |  |            |  |            |  |            |

A: Аланін

C: Цистеїн

D: Аспарагінова кислота

E: Глутамінова кислота

F: Фенілаланін

G: Гліцин

H: Гістидин

I: Ізолейцин

K: Лізин

L: Лейцин

M: Метіонін

N: Аспарагін

P: Пролін

Q: Глутамін

R: Аргінін

S: Серин

T: Треонін

V: Валін

W: Триптофан

Задіяний у такому біологічному процесі, як ацетилювання. 
Білок має сайт для зв'язування з іонами металів, іоном цинку. 
Локалізований у мембрані, пероксисомах.